# Вілем Фрішман
Вілем Вілліам Фрішман, CBE, FICE, FIStructE, FREng (народився 27 січня 1931) — британський інженер, колишній голова міжнародно визнаної фірми інженерів-консультантів Pell Frischmann і загалом вважається одним із найкращих інженерів свого часу завдяки своїй репутації, здобутій на технічно новаторських розробках, зокрема Center Point, Tower 42 (колишня National Westminster Tower) і Drapers Gardens.

## Молодість і освіта
Вілем Фрішманн народився 27 січня 1931 року в Ужгороді, що тоді перебував у складі Чехословаччини (нині Україна). Він пережив Голокост і приїхав до Англії як біженець у віці 15 років. Він навчався в Гаммерсмітському коледжі мистецтва та будівництва та Імперському коледжі Лондонського університету. Він отримав ступінь доктора філософії в Сіті Лондонського університету.

## Особисте життя
Фрішманн є батьком Річарда Фрішманна та художниці та музиканта Джастін Фрішманн.

## Трудове життя
Він приєднався до CJ Pell & Partners у 1958 році, ставши партнером у 1961 році та у 1968 році головою. У жовтні 2015 року було оголошено, що Фрішманн покине свою посаду голови правління, щоб взяти на себе роль консультанта нового голови правління Юргена Вільда.

## Помітні проєкти

### Центр Пойнт, Лондон
Центр-Пойнт – одна з найвідоміших пам’яток Лондона. У його конструкції архітектор виступав за інноваційне використання високоякісного збірного бетону. Зовнішні колони мають спеціально розроблені з’єднання, щоб забезпечити безперервність конструкції, що запобігало прогресуючому руйнуванню, і вона була побудована без будь-яких зовнішніх риштувань. Крім того, що це найвища будівля, побудована зі збірних елементів, Центр-Пойнт  була першою будівлею в London Clay з використанням паль великого діаметру. Архітектор провів масштабні випробування розподілу навантажень тертям і підшипниками, щоб оцінити осідання будівлі. Проєкт отримав дослідницький диплом IStructE. У 2009 році він отримав першу премію в категорії «Зрілі конструкції» на Concrete Society Awards.

### Вежа 42 (колишня Nat West Tower), Лондон
Фрішман був відповідальним за дизайн цієї 52-поверхової пам’ятної споруди в Лондоні, найвищої будівлі в Лондоні на момент її будівництва. Фірма провела випробування природної частоти та змоделювала потенціал прогресуючого колапсу. Після бомбового нападу IRA PF провела ті самі випробування та виявила, що конструкція не була суттєво пошкоджена. Проєкт отримав Європейську нагороду за сталеві конструкції від CECM Prix European De La Construction Metallique, а документ, що детально описує дизайн веж, отримав нагороду ICE.

### Дрейперс Гарденс, Лондон
Під час будівництва цієї двадцятивосьмиповерхової будівлі компанія PF перевірила та довела, що міцні сталеві стійки забезпечують достатню вогнестійкість без будь-якої потреби протипожежного захисту. Стаття про розробку отримала бронзову медаль Оскара Фабера, присуджену IStructE.

### Олдерсгейт-стріт, Лондон
Фрішман допоміг відкрити світ інновацій, що оточує інженерію. PF було призначено проектувати забудову Aldersgate Street у центрі Лондона, яка є найглибшою в Лондоні (14-поверхова); і використовував техніку будівництва, про яку WWF раніше опублікував статтю. Методи були описані в статті в The Sunday Times.

## Внесок в інженерну професію

### Обвал Ронан Пойнт
До обвалу Ronan Point у 1968 році Фрішманн уже висловлював свою стурбованість структурними характеристиками несуцільних збірних будівель. Після події він був призначений казначейством для написання звіту. Він також з'явився в телевізійному шоу Девіда Фроста, щоб продемонструвати, чому Ронан Пойнт впав.

### Спільна робота
До того, як «спільна робота» стала модним словом у галузі, Фрішманн відстоював переваги згуртованих команд і раннього залучення підрядників, у своїй статті «Особливості проектування та будівництва Drapers Gardens Development» він повідомив:
«Що, на наш погляд, варто відзначити, так це те, що ця будівля є результатом тісної співпраці всіх сторін під керівництвом архітектора».
Кілька відомих імен у галузі інженерії та будівництва підтримали його думку в пізнішій дискусійній статті.

### Міст через протоку
Фрішман був широко розрекламованим амбасадором інженерії не лише в галузевій , а й у національній пресі. Він гучно виступав за зв’язок через канал і пропагував рішення щодо мосту, а не тунелю, зі створенням глибоководного порту для контейнеровозів шляхом розширення існуючих островів Варн і Ле Кольбер. Він з'явився в журналі Observer і на обкладинці журналу Sunday Telegraph на підтримку посилання; а також згадки в Construction News і The Times.

### Майбутнє висотних будівель
Фрішманн найбільше відомий своїми «Високими будівлями» та написав важливу статтю про майбутнє висотних забудов для вертикальних міст. Стаття привернула увагу публіки, вона була представлена на Tomorrow's World і двічі висвітлювалася в The Times.